# Роуз Вайлдер Лейн
Роуз Вайлдер, у шлюбі Вайлдер Лейн (англ. Rose Wilder Lane; 5 грудня 1886, Ді-Смет, Південна Дакота, США — 30 жовтня 1968, Данбері, Коннектикут, США) — американська журналістка та письменниця, донька американської письменниці Лори Інґлз Вайлдер. Разом з двома іншими письменницями, Айн Ренд і Ізабель Патерсон, є однією з найбільш впливових прихильниць американського лібертаріанського руху.

## Життєпис
Роуз Вайлдер народилась 5 грудня 1885 року в містечку Ді-Смет в Південній Дакоті, в родині письменниці Лори Інґлз Вайлдер та фермера Альманцо Вайлдера. В 1894 році разом з родиною переїздить до Мансфілду, Міссурі, де її батьки придбали ферму. До 8-ого класу Роуз відвідувала школу в Мансфілді, після чого переїхала до Кровлі в Луїзіані, де мешкала разом із своєю тіткою, Елізою Джейн Вайлдер. У Кровлі Роуз закінчила старшу школу в 1904 році. Після закінчення школи Роуз на короткий час повертається до Мансфілду, де вчиться на телеграфістку, бажаючи стати фінансово незалежною.
В 1904 році Роуз переїжджає до Канзас-Сіті, де працює телеграфісткою. Згодом стає телеграфісткою в головному офісі компанії Western Union в Канзас-Сіті. В 1907 році вона займала посаду менеджерки в офісі Western Union у Маунт-Верноні, Індіана. В 1908 році Роуз переїжджає до Сан-Франциско, де продовжує працювати телеграфісткою. 
Через два роки Роуз одружилася з Джилеттом Лейном, репортером видання San Francisco Call. Вони багато подорожували Середнім Заходом, чоловік розробляв рекламні кампанії для місцевих газет або писав рекламні статті. Роуз завагітніла, але пережила мертвонародження. Це була єдина її вагітність. 
Протягом весни 1910 року Роуз працювала репортеркою для газети Kansas City Post. Далі в 1910 вони з чоловіком подорожують на схід. Судячи з листів, вони зупинялись Луїсвіллі, Цинциннаті, Нью-Йорку, Бостоні та Мені. В 1911 році Роуз та Джилетт повертаються до Сан-Франциско. Роуз починає працювати в Pacific Hardware & Steel Company. Пізніше разом із чоловіком працює в компанії, що займалась розділом каліфорнійських ранчо на менші частини та їхнім подальшим продажем. В зв'язку з роботою подружжя багато подорожує Каліфорнією. В 1915 Лейни вже остаточно поселились у Сан-Франциско, де Роуз розпочала кар'єру письменниці у виданні San Francisco Bulletin, який тоді був «жовтою пресою». Лейн вивчала письменництво та редагування від свого наставника — керівного редактора Bulletin, Фрімонта Олдера.
Роуз Вайлдер Лейн писала біографічні нариси. Вони публікувались у журналі Sunset. Серед них були життєписи Джека Лондона, Герберта Гувера, Чарлі Чапліна і Генрі Форда. У 1918 році вона опублікувала частково автобіографічний роман «Дороги, що розходяться» (англ. Diverging Roads), який досліджував теми, що впливали на її власне дорослішання, включаючи проблеми молодих дівчат з села, які раптово опинилися в дуже динамічному сучасному світі. Також її роман торкається сімейних проблем, які врешті призвели до її розлучення з Джилеттом в 1919 році. Крім того, Роуз друкувалась у таких виданнях, як The Ladies Home Journal, Harper's Monthly, та Saturday Evening Post.
В 1919 році Вайлдер Лейн отримує пропозицію писати для американського Червоного Хреста і переїжджає в Нью-Йорк, де проводить півроку. В Нью-Йорку вона на деякий час захоплюється ідеями комунізму. Через 6 місяців, як репортерка Червоного Хреста, вирушає до Європи. У Європі Лейн познайомилася з американськими журналістами та письменниками, з якими подорожувала до екзотичних місць і переживала пригоди, які дали матеріал для багатьох опублікованих в той час текстів. Завдяки цим пригодам вона робила спостереження, що привели її до нового розуміння людської енергії та індивідуальної свободи. Вайлдер Лейн залишилася в Європі до початку 1920-х років, багато подорожуючи та достатньо заробляючи публікаціями, щоб оплачувати свої витрати. Серед місць, де вона побувала, були Росія, Вірменія, Будапешт, Албанія та Париж. В Парижі вона познайомилась із пізніше добре відомою журналісткою Дороті Томпсон, з якою листувалася та дружила протягом 40 років. Враження від європейських подорожей Роуз Вайлдер Лейн включає в свої нариси «Вершини Шали» (англ. The Peaks of Shala). Крім того, вона публікує серію під назвою «Ходімо зі мною до Європи» (англ. Come with Me to Europe) в газеті San Francisco Bulletin. На додаток, пише оповідання. Одне з них, — «Невинність» (англ. Innocence), посіло друге місце в літературному конкурсі на премію О. Генрі. Авторка отримала грошовий приз.
В 1922 році Роуз Вайлдер Лейн повертається до США і живе на фермі батьків в Міссурі, допомагає своїй матері в її письменницькій діяльності. Вона виступає в ролі наставниці, коли її матір писала статті для видання Country Gentleman. Сама Роуз також продовжує писати для різних видань, включаючи Country Gentleman. В 1926 вирушає до Парижу вивчати французьку та інші мови. З Парижу вона знову поїхала до Албанії. Ця подорож надихнула її на написання нарису «Подорожі із Зенобією» (англ. Travels with Zenobia). В Албанії Роуз взяла під опіку підлітка на ім'я Редж Мета і навіть оплатила його навчання в Кембріджі.
В 1928 році Вайлдер Лейн приїздить до США і живе в батьків. На гроші від своїх публікацій вона будує невеликий сучасний котедж на фермі та усучаснює фермерський будинок, в якому мешкали її батьки. Крім того, вона допомагала своїй матері в написанні серії книг про маленький будиночок у преріях (англ. Little House on the Prairie). Роуз також опікувалась двома хпопцями-підлітками: Елом та Джоном Тернерами. В цей період вона пише роман «Нехай реве ураган» (англ. Let the Hurricane Roar), опублікований в 1933 році. Лейн продовжує співпрацювати з Saturday Evening Post. Зокрема, в 1936 році вона в статті під назвою «Кредо» критикує Новий курс Рузвельта. ЇЇ стаття викликала жваві дискусії, письменниця отримала близько 3000 листів з цього приводу. Пізніше стаття вийшла окремим виданням під назвою «Дайте мені свободу» (англ. Give Me Liberty).
В 1938 році на шпальтах Saturday Evening Post частинами друкується новий роман Роуз Вайлдер Лейн «Вільна Земля» (англ. Free Land). Незабаром вона переїхала до придбаного на гроші від цього роману будинку в Данбері, Коннектикуті. З 1942 по 1945 в неї з'являється власна колонка на сторінках видання Pittsburgh Courier. В 1943 році виходить її книга «Відкриття свободи: Боротьба людини проти влади» (англ. The Discovery of Freedom: Man's Struggle Against Authority), що являє собою нехудожній твір, в якому в більш розгорнутому вигляді подаються ідеї, викладені в брошурі «Дайте мені свободу». На книгу відгукуються багато читачів, письменниця отримує багато листів. Крім того, в 1943 році Національна економічна рада, консервативна політична організація, видала її памфлет під назвою «Що це? Гестапо?», в якому вона нагадує американцям, що потрібно боронити свої права.
У кінці 1940-х і протягом 1950-х років Роуз Вайлдер Лейн відігравала активну роль у запуску лібертаріанського руху, термін, який, здається, ввела вона. Письменниця активно переписувалась із вченим Людвігом фон Мізесом, лібертаріанцем Робертом ЛеФевром та економістом Гансом Зенгольцем, який пізніше став президентом Фонду економічної освіти після виходу на пенсію з Гроув-Сіті-Коледжу. Вона писала рецензії на книги для Національної економічної ради, а потім для Фонду Вільяма Волкера. Пізніше вона також читала лекції в Школі Свободи, керівником якої був Роберт ЛеФевр, та надавала їй щедру фінансову допомогу. Лейн написала передмову для книги Лефевра «Природа людини та її уряду» (англ. The Nature of Man and His Government). Вона також була наставницею для Роджера Макбрайда, майбутнього кандидата у президенти від Лібертаріанської партії, а також її спадкоємця.
Роуз Вайлдер Лейн померла уві сні у віці 81 року 30 жовтня 1968 року, як раз коли вона збиралася вирушити в трирічний світовий тур.

## Праці
- «Історія Арта Сміта» (англ. The Story of Art Smith; 1915, біографія)
- «Історія Чарлі Чапліна» (англ. Charlie Chaplin's Own Story; 1916, біографія)
- «Історія Генрі Форда» (англ. Henry Ford's Own Story; 1917, біографія)
- «Дороги, що розходяться» (англ. Diverging Roads; 1919, художня проза)
- «Білі тіні на південних морях» (англ. White Shadows on the South Seas; співавтор Фредерік О'Брайен, 1919, документальна література про подорожі)
- «Становлення Герберта Гувера» (англ. The Making of Herbert Hoover; 1920, біографія)
- «Вершини Шали» (англ. The Peaks of Shala; 1923, документальна література про подорожі)
- «Він був чоловіком» (англ. He Was a Man; 1925, художня проза)
- «Гілл-Біллі» (англ. Hill-Billy; 1925, художня проза)
- «Гордон Блейк» (англ. Gordon Blake; 1925, британське видання «Він був чоловіком», художня проза)
- «Сінді; романтика Озарка» (англ. Cindy; a romance of the Ozarks; 1928, художня проза)
- «Нехай реве ураган» (англ. Let the Hurricane Roar; 1932, художня проза)
- «Старе рідне місто» (англ. Old Home Town; 1935, художня проза)
- «Кредо» (англ. Credo;1936, есе, опубліковане у виданні Saturday Evening Post)
- «Дайте мені свободу» (англ. Give Me Liberty; 1936)
- «Вільна земля» (англ. Free Land; 1938, художня проза)
- «Відкриття свободи» (англ. The Discovery of Freedom; 1943, політична історія),
- «Що це: Гестапо?» (англ. What Is This: The Gestapo?; 1943, брошура)
- «На шляху додому» (англ. On the Way Home; 1962)
- «Настільна книга американської вишивки» (англ. The Woman's Day Book of American Needlework; 1963)
- «Подорожі із Зенобією: з Парижу до Албанії на автомобілі Ford Model T» (англ. Travels With Zenobia: Paris to Albania by Model T Ford; 1983, спільно з Гелен Дор Бойлстон), ред. Вільям Гольц

## Політичні погляди

### Опозиція до Нового курсу
Лейн зневажала Новий курс і вбачала в ньому атаку на свободу. Вона вважала, що державна допомога — це пародія на свободу, і вірила, що оскільки люди відмовляються від відповідальності за себе та свій добробут, вони віддають свою свободу. Роуз публічно оголосила про свою опозицію Новому курсу в статті під назвою «Кредо», опублікованій в 1936 році в  Saturday Evening Post. В есе «Дайте мені свободу» вона описує вплив Нового курсу: майже знищення розподілу влади та концентрація влади у виконавців, голови виконавчих органів віддають накази та їхнє виконання забезпечується поліцією, так, ніби ці накази є законами, і, таким чином, Конгрес перестає бути законодавцем. Крім того, вона вказує на те, що зменшується влада штатів через федеральних податківців та інших федеральних агентів. Роль фермерів, зазначає Лейн, зводиться до ролі селян, які підпорядковуються наказам та зазнають покарань від правлячого класу. Щодо робочих, вона пише: «жоден американець не може працювати, припинити роботу, обирати свою роботу чи години роботи чи заробітну плату в будь-якій галузі; а також виготовляти, продавати, купувати або споживати необхідні для життя речі без дозволу якогось автократа». Лейн вважає, що перед американцями стоїть завдання припинити поліцейський контроль за мирною та продуктивною діяльністю американців, відмінити все реакційне законодавство, виконавчі накази, що встановлюють соціалістичний режим, припинити федеральні корпорації, органи та агентства, що впроваджують такий державний контроль, звільнити фермерів та працівників від соціалізму у вигляді соціального забезпечення, та вимагати, щоб кожен державний службовець визнавав природнє право американців володіти власною землею, сіяти та збирати врожай на власній землі, керувати власною підприємницькою діяльністю та отримувати з неї прибуток, або зазнавати від неї збитків, володіти власними коштами, зберігати або витрачати власні кошти, вступати або не вступати до профспілки, підписувати або не підписувати договір, обирати свою власну роботу та вести свої власні переговори про заробітну плату, як індивідуально, так і як член будь-якої групи інших вільних людей.

### Війна та зовнішня політика
У кінці 1930-х років Роуз брала участь у кампанії на підтримку так званої поправки Ладлоу, яка передбачала необхідність наявності більшості голосів на загальнодержавному референдумі для оголошення Конгресом війни.  В 1939 році вона свідчила на підтримку поправки на слуханнях в Юридичному комітеті Сенату США. Вона не була пацифісткою, але не хотіла, щоб молоді хлопці знову були призвані «боронити чужі землі в чужій війні за чужі інтереси». Вона вважала, що якщо США пожертвують своїм нейтралітетом, вони повернуться до варварства, подібного до того, що мало місце час Першої світової війни, коли вільно себе почували агресивні банди, посилився поліцейський тиск, а непопулярна думка — була злочином.
Однак після нападу на Перл-Гарбор Лейн підтримала, хоча й небезумовно, участь США у війні. Зокрема, вона звертала увагу на те, що війна супроводжувалась атаками на свободи. Вона із співчуттям ставилась до тих, хто намагався чинити опір, наприклад, до страйкуючих шахтарів профспілки United Mine Workers, які порушили домовленість, згідно з якою вони не страйкуватимуть. Вона дивилась на акцію шахтарів як на спробу опиратись тиранії уряду.
Під час Другої світової війни Роуз наражалась на неприємності через свої погляди. На початку 1943 року Лейн висловила свої погляди у відповідь Самюелю Графтону, співавтору видання The New Republic та прихильнику Нового курсу. Він спровокував її, поєднавши прославляння соціального забезпечення і заклик відправити американських вчителів навчати німців демократії. В листівці Графтону Лейн написала, що якщо американські вчителі скажуть «німецьким дітям: „Ми віримо в соціальне забезпечення“, діти запитають: „Тоді чому ви воювали з Німеччиною?“ Всі ці „закони про соціальне забезпечення“ — німецькі, запроваджені Бісмарком і розширені Гітлером». Вона додала, що американці не хочуть, щоб їхнє майно обкладали податками та щоб ними командували бюрократи.
Хтось в Данбері, вважаючи цю листівку диверсійною, повідомив про неї в регіональний офіс ФБР. До її дому відправили штатного співробітника ФБР розслідувати справу з листівкою. Під час зустрічі цей співробітник, сказав, що йому не подобається її ставлення, на що Роуз відповіла: «Я — громадянка Америки. Я вас наймаю. Я плачу вам. І ви маєте нахабство критикувати моє ставлення?… Це що — Гестапо?» Вона спитала його, чи її коментарі в листівці мали підривний характер. Співробітник ФБР відповів позитивно, на що вона сказала: «Тоді, як підривна як диявол!» Співробітник пішов на поступки, обіцяючи не продовжувати справу, оскільки Лейн — письменниця. Роуз на це відповіла, що це її право як громадянки США, а не просто як письменниці, говорити так, як їй подобається. Роуз була так обурена цим випадком, що почала публічно вимагати ім'я особи, яка доповіла на неї в ФБР. Вона також запитували, чи цензурує федеральний уряд листування американців. У листі до голови ФБР, Едгара Гувера вона зазначила, що «як тільки слідчий, хоч на палець перетне лінію, що захищає право будь-якого громадянина США на вільну думку та вільне слово, я вважаю обов'язком цього громадянина не допустити цього і подати проти цього свій голос.»
Крім того, Лейн повідомила про цей випадок Національну економічну раду. Газети по всій країні, включаючи деякі в її рідному штаті, стали на бік Лейн, а Роджер Болдвін, голова Американської спілки захисту громадянських свобод, написав від її імені Гуверу. Незважаючи на те, що Гувер робив усе можливе, щоб захистити ФБР, він особисто описав розслідування щодо Лейн як «безглузде», натякаючи, що якщо «у нас немає більш важливих та нагальних завдань, ми мали б зменшити кількість персоналу».
В останні роки життя Лейн вже не так стійко відстоювала принцип невтручання. Вона досить прихильно писала про військові зусилля США у війні у В'єтнамі.

## Вплив Лейн
Лейн мала великий вплив на формування світогляду Роберта Лефевра, бізнесмена, радіоведучого та засновника Школи Свободи. Його надзвичайно вразила книга «Відкриття свободи»: «Я не міг відірватись від книги. З кожною перегорнутою сторінкою, моє хвилювання зростало. Лейн знала, як висловити речі, які западали в душу», — писав Лефевр. Вже коли Лейн була запрошеним лектором в його Школі Свободи, він зазначив, що багато чого в неї навчився, та, що вона, мабуть, була найкращим оповідачем, якого він коли-небудь знав.
В інтерв'ю 1993 року американський політик-лібертаріанець та письменник Роджер Макбрайд сказав: «в роки становлення моєї особистості вона мала більший вплив на мене, ніж будь-які інші люди взяті разом.»

## Вшанування пам'яті
У 1984 році Лейн стала лауреаткою Зали слави жінок-ковбоїв.